# Yeruham

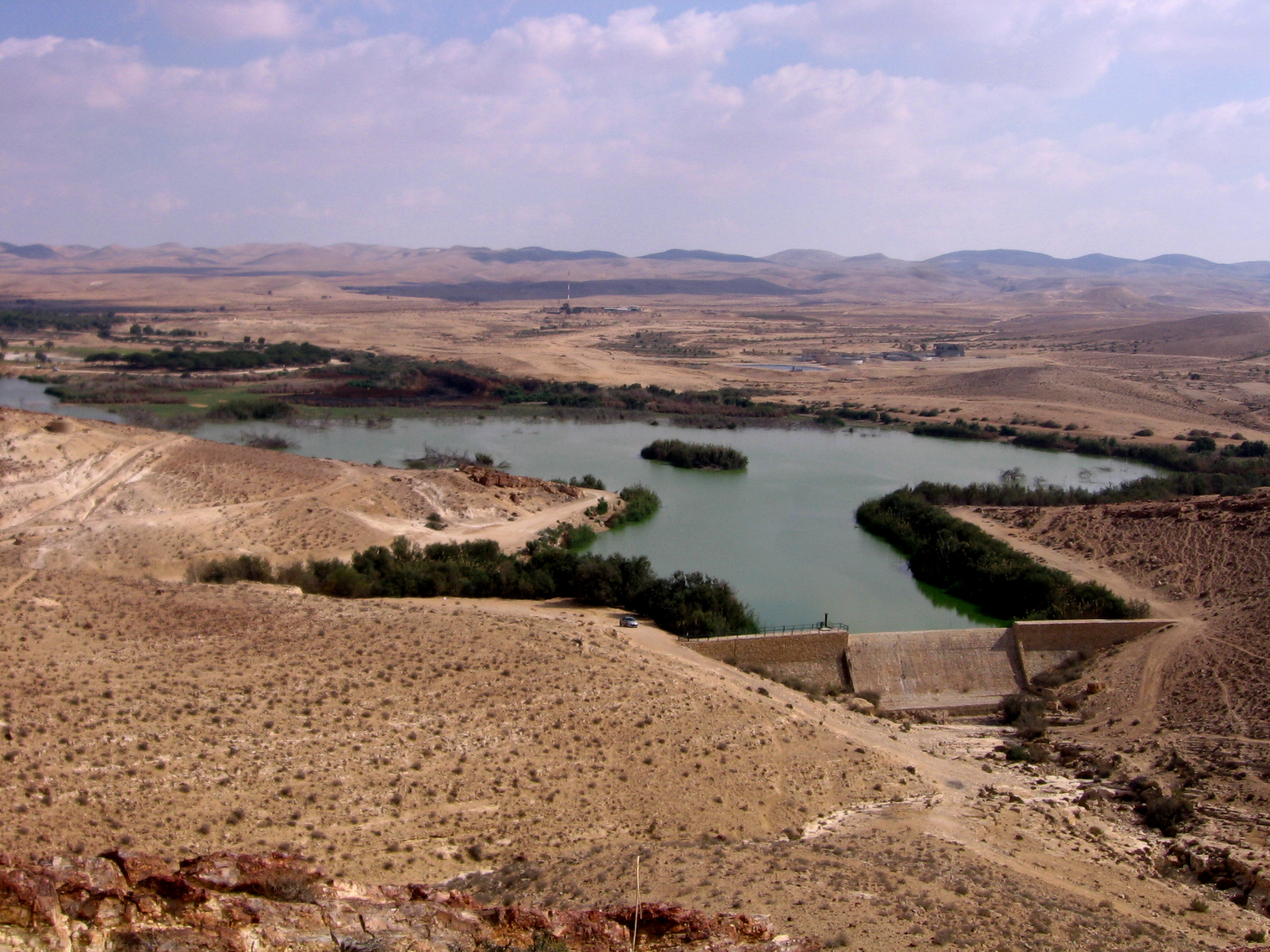
Il lago di Yeruham

Yeruham (Ebraico: יְרוּחָם, יְרוֹחַם, Yeroham) è una città (local council) del Distretto Meridionale di Israele, nel deserto del Negev. La municipalità copre 38,584 dunams (~38.6 km²) ed aveva 9 078 abitanti nel 2015. Il nome deriva dalla località biblica di Jeroham. Situata nel Negev settentrionale a 15 km da Dimona e a 520 metri sopra il livello del mare, fino al 2011 il sindaco di Yeruham era Amram Mitzna che è stato sostituito da Michael Bitton del partito Kadima.

## Storia

### Storia antica
Yeruham sorge sul sito dell'antica Tel Rahma, risalente al decimo secolo prima di Cristo. Alcuni archeologi hanno identificato Yeruham come il luogo in cui nella Bibbia Hagar prese l'acqua per il figlio Ismaele.
Durante il periodo romano e bizantino il sito fu sede di un villaggio Nabateo le cui rovine sono visibili nella parte occidentale dell'abitato.

### Storia Contemporanea
La moderna Yeruham fu fondata il 9 gennaio 1951 come Kfar Yeruham (Ebraico: כְּפַר יְרֻחָם) e fu una delle prime "città di sviluppo" di Israele, creata con lo scopo di rafforzare le frontiere del giovane stato ebraico. Era collocata vicino al Large Makhtesh, area considerata ricca di risorse naturali.
Il primo flusso di immigrati arrivò dalla Romania, tra cui molti sopravvissuti alla shoa, cui seguirono immigrati dal Nordafrica, dall'Iran, dall'India e da altri paesi orientali che costituiscono ora la maggioranza della popolazione della città (circa il 40%, 5%, 20%, 10% rispettivamente). Nel 1961 la popolazione della città era di 1 574 persone.
Il nome della città fu cambiato in Yeruham nel 1962. La crescita della città era legata inizialmente al fatto di essere sulla Petroleum Road del Negev che tuttavia fu resa obsoleta dalla costruzione della superstrada 25 che, tagliandola fuori dalle rotte di traffico, ridusse la crescita economica.
A partire dall'autunno del 1990, Yeruham fu coinvolta nell'assorbilmento di migliaia di immigrati dall'ex Unione Sovietica che compongono ora il 25% dei circa diecimila residenti.
Membri del gruppo studentesco "Young People in Yeruham" sono coinvolti in progetti ed iniziative culturali e sociali per attrarre nuovi giovani residenti a Yeruham. Nell'aprile del 2008 è stato aperto l'Ayalim Student Village che permette a giovani studenti dei centri di ricerca del Negev di vivere in città.

## Economia

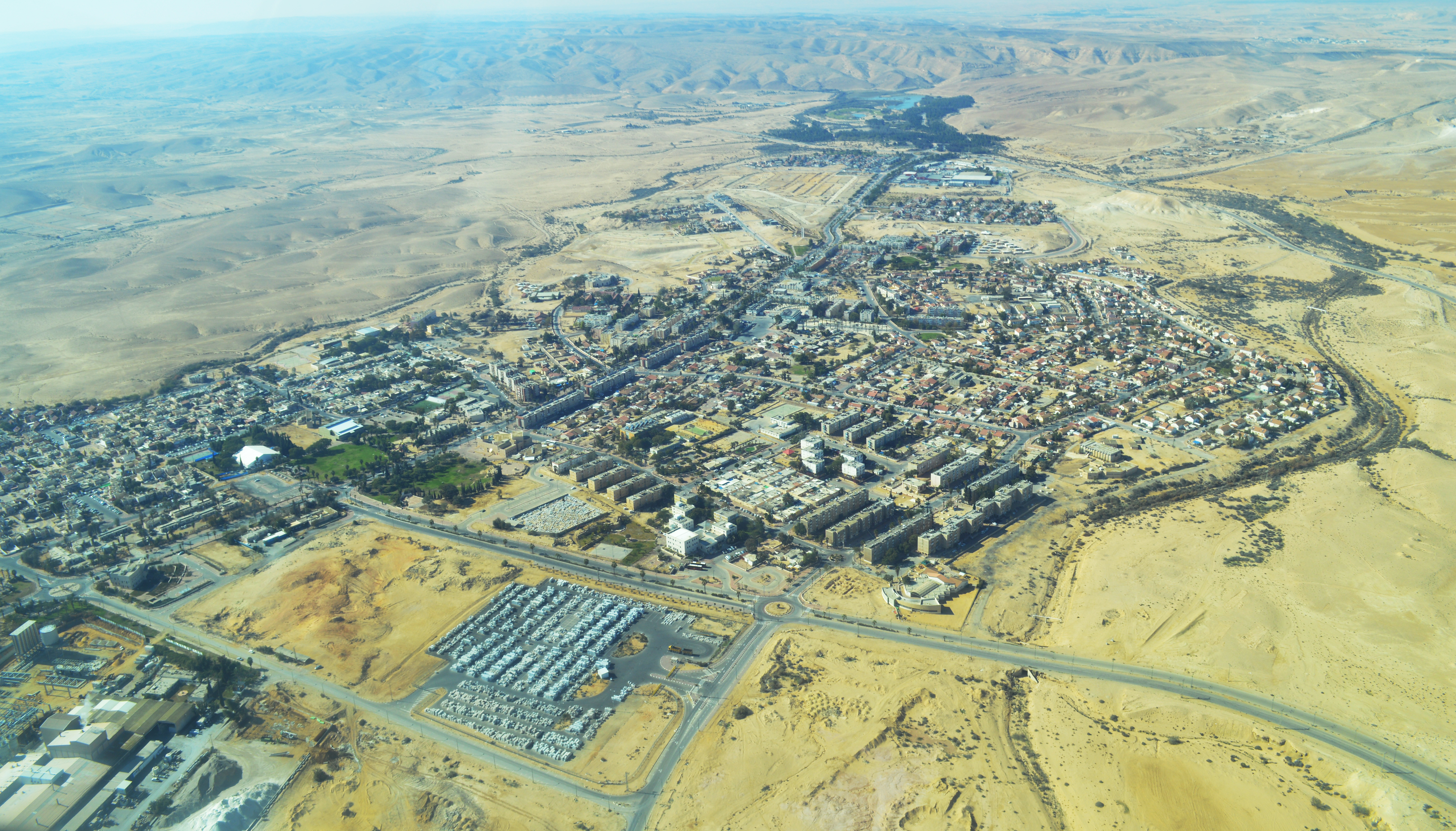
Vista aerea di Yeruham

Per molti anni Yeruham è stata economicamente depressa ed ha sofferto di un'immagine negativa mentre ora sono in corso sforzi per migliorare la situazione.
I principali datori di lavoro sono le industrie locali e regionali (53%) oltre al settore dei servizi e del commercio. Molti dei lavoratori dell'industria sono occupati in società locali come Agis-Perrigo (cosmetici e farmaci), Negev Ceramics, Phoenicia Glass Works (che si è trasferita a Yeruham da Haifa nel 1968), Brand Metals, Ackerstein, Yehu Clays, TTK electronics, e Tempo. Gli altri occupati lavorano per imprese delle città vicine come Ramat Hovav, Negev Nuclear Research Center, Dead Sea Works, il Soroka Medical Center a Beer Sheva, Ben-Gurion University, e Sde Boker.
Yeruham ha sofferto un tempo di elevata discoccupazione ma attualmente il dato è inferiore alla media nazionale.
Alcuni progetti di sviluppo turistico riguardano il parco e l'area verde accanto al lago creato dalla diga di Yeruham mentre esistono spazi e centri di ricerca per attirare nuove industrie in città.

## Istruzione e Cultura
Yeruham ha diversi asili, nursery e baby parking per assistere i circa 800 bambini in età pre-scolare che vivono in città. Il sistema educativo si compone di 5 scuole elementari (una statale, una religiosa e 3 scuole minori Ultra-Ortodosse), ed un istituto comprensivo superiore. Il programma "City Plays Music" fornisce formazione musicale ai bambini delle scuole elementari, e gestisce due orchestre.
La scuola superiore religiosa Bilvav Shalem-maschile e Kamah-femminile, attrae studenti da tutta la regione. La Yeshivat HaHesder Yerucham (istituto di alta educazione religiosa che combina formazione religiosa e militare), è frequentata da studenti provenienti da tutto il paese e gestisce un programma dedicato a giovani di origine etiope. Midreshet Be'er offre un percorso di formazione dedicato alle ragazze religiose: un anno di studi ed attività a Yeruham e due anni di servizio militare o civile.
Il Yeruham Matnas (Local Community Center) organizza diverse iniziative culturali tra cui recite, eventi estivi, lezioni di musica ed attività sportive. La biblioteca cittadina ha circa 60 000 volumi in ebraico, russo, inglese e Marathi.